# Woodsiaceae
Woodsiaceae (Herter) é uma família monofilética de samambaias terrestres ou litófitas inseridas na subordem Aspleniineae dentro da ordem Polypodiales. A família foi descrita inicialmente em 1949, por Wilhelm Gustav Franz Herter (1884-1958) na Revista Sudamericana de Botânica. A partir de então tem sofrido severas mudanças na classificação. Woodsiaceae possui um único gênero chamado de Woodsia R.Br.
Essa família é constituída principalmente por plantas terrestres, no entanto, também podem ser rupícolas. Seu caule possui indumento com aspecto escamoso e pode crescer de forma reptante, ereta ou ascendente.
Woodsiaceae é reconhecida por conter o pecíolo subcilíndrico e com dois feixes vasculares na base, dispostos frente a frente ou de forma lateral.
Suas folhas são monomorfas e em alguns casos dimorfas, são pinadas e seguem continuamente a raque, podendo ser sulcada ou não. As nervuras podem ser livres ou areoladas.
Seus soros são abaxiais, possuindo formas diversas desde arredondadas, alongadas e lineares. Não apresentam paráfises, contudo, apresentam indúsio inferior possuindo as mesmas variações de formas dos soros, podendo ser também membranáceo.
Os esporângios possuem pedicelo que interrompe o ânulo vertical, este pedicelo possui em torno de 3 fileiras de células posicionadas abaixo da cápsula, seus esporos não contêm clorofilas e podem ser monoletes, alados, cristalados ou equinados.
Desde que foi criada, a família Woodsiaceae tem passado por grandes mudanças referentes à sua classificação. Em estudos anteriores baseados em semelhanças morfológicas, os gêneros associados à família foram incluídos em Polypodiaceae, Aspidiaceae, Dennstaedtiaceae, Athyriaceae ou Dryopteridaceae. Posteriormente, na classificação dada por Christenhusz e Chase em 2014, Woodsiaceae foi rebaixada como a subfamília Woodsioideae Schmakov, dentro da família Aspleniaceae Newman, um status mantido pela Plants of the World Online em março de 2022.
Em Smith et al, as famílias Athyriaceae e Cystopteridaceae foram incluídas na família Woodsiaceae. Porém, em 2016, o Pteridophyte Phylogeny Group estabeleceu um consenso acerca da classificação de pteridófitas. O documento denominado PPG I se baseou em estudos filogenéticos anteriores da área para corroborar que as famílias são consistentemente segregadas, determinando também que a família Woodsiaceae é monofilética e pertence à subordem Aspleniineae (antes clado eupolypods II), dentro da ordem Polypodiales.
O seguinte cladograma de Aspleniineae define as relações filogenéticas de Woodsiaceae com as demais famílias da subordem:
|  | Diplaziopsidaceae                                               |
|  |                                                                 |
|  | \| \| Aspleniaceae \| \| \| \| \| \| Hemidictyaceae \| \| \| \| |
|  |                                                                 |
|  | Aspleniaceae                                                    |
|  |                                                                 |
|  | Hemidictyaceae                                                  |
|  |                                                                 |

|  | Aspleniaceae   |
|  |                |
|  | Hemidictyaceae |
|  |                |

|  | Diplaziopsidaceae                                               |
|  |                                                                 |
|  | \| \| Aspleniaceae \| \| \| \| \| \| Hemidictyaceae \| \| \| \| |
|  |                                                                 |
|  | Aspleniaceae                                                    |
|  |                                                                 |
|  | Hemidictyaceae                                                  |
|  |                                                                 |

|  | Aspleniaceae   |
|  |                |
|  | Hemidictyaceae |
|  |                |

|  | \| \| Onocleaceae \| \| \| \| \| \| Blechnaceae \| \| \| \| |
|  |                                                             |
|  | Athyriaceae                                                 |
|  |                                                             |
|  | Onocleaceae                                                 |
|  |                                                             |
|  | Blechnaceae                                                 |
|  |                                                             |

|  | Onocleaceae |
|  |             |
|  | Blechnaceae |
|  |             |

|  | \| \| Onocleaceae \| \| \| \| \| \| Blechnaceae \| \| \| \| |
|  |                                                             |
|  | Athyriaceae                                                 |
|  |                                                             |
|  | Onocleaceae                                                 |
|  |                                                             |
|  | Blechnaceae                                                 |
|  |                                                             |

|  | Onocleaceae |
|  |             |
|  | Blechnaceae |
|  |             |

|  | \| \| Onocleaceae \| \| \| \| \| \| Blechnaceae \| \| \| \| |
|  |                                                             |
|  | Athyriaceae                                                 |
|  |                                                             |
|  | Onocleaceae                                                 |
|  |                                                             |
|  | Blechnaceae                                                 |
|  |                                                             |

|  | Onocleaceae |
|  |             |
|  | Blechnaceae |
|  |             |

|  | \| \| Onocleaceae \| \| \| \| \| \| Blechnaceae \| \| \| \| |
|  |                                                             |
|  | Athyriaceae                                                 |
|  |                                                             |
|  | Onocleaceae                                                 |
|  |                                                             |
|  | Blechnaceae                                                 |
|  |                                                             |

|  | Onocleaceae |
|  |             |
|  | Blechnaceae |
|  |             |

|  | Diplaziopsidaceae                                               |
|  |                                                                 |
|  | \| \| Aspleniaceae \| \| \| \| \| \| Hemidictyaceae \| \| \| \| |
|  |                                                                 |
|  | Aspleniaceae                                                    |
|  |                                                                 |
|  | Hemidictyaceae                                                  |
|  |                                                                 |

|  | Aspleniaceae   |
|  |                |
|  | Hemidictyaceae |
|  |                |

|  | Diplaziopsidaceae                                               |
|  |                                                                 |
|  | \| \| Aspleniaceae \| \| \| \| \| \| Hemidictyaceae \| \| \| \| |
|  |                                                                 |
|  | Aspleniaceae                                                    |
|  |                                                                 |
|  | Hemidictyaceae                                                  |
|  |                                                                 |

|  | Aspleniaceae   |
|  |                |
|  | Hemidictyaceae |
|  |                |

|  | \| \| Onocleaceae \| \| \| \| \| \| Blechnaceae \| \| \| \| |
|  |                                                             |
|  | Athyriaceae                                                 |
|  |                                                             |
|  | Onocleaceae                                                 |
|  |                                                             |
|  | Blechnaceae                                                 |
|  |                                                             |

|  | Onocleaceae |
|  |             |
|  | Blechnaceae |
|  |             |

|  | \| \| Onocleaceae \| \| \| \| \| \| Blechnaceae \| \| \| \| |
|  |                                                             |
|  | Athyriaceae                                                 |
|  |                                                             |
|  | Onocleaceae                                                 |
|  |                                                             |
|  | Blechnaceae                                                 |
|  |                                                             |

|  | Onocleaceae |
|  |             |
|  | Blechnaceae |
|  |             |

|  | \| \| Onocleaceae \| \| \| \| \| \| Blechnaceae \| \| \| \| |
|  |                                                             |
|  | Athyriaceae                                                 |
|  |                                                             |
|  | Onocleaceae                                                 |
|  |                                                             |
|  | Blechnaceae                                                 |
|  |                                                             |

|  | Onocleaceae |
|  |             |
|  | Blechnaceae |
|  |             |

|  | \| \| Onocleaceae \| \| \| \| \| \| Blechnaceae \| \| \| \| |
|  |                                                             |
|  | Athyriaceae                                                 |
|  |                                                             |
|  | Onocleaceae                                                 |
|  |                                                             |
|  | Blechnaceae                                                 |
|  |                                                             |

|  | Onocleaceae |
|  |             |
|  | Blechnaceae |
|  |             |

|  | Diplaziopsidaceae                                               |
|  |                                                                 |
|  | \| \| Aspleniaceae \| \| \| \| \| \| Hemidictyaceae \| \| \| \| |
|  |                                                                 |
|  | Aspleniaceae                                                    |
|  |                                                                 |
|  | Hemidictyaceae                                                  |
|  |                                                                 |

|  | Aspleniaceae   |
|  |                |
|  | Hemidictyaceae |
|  |                |

|  | Diplaziopsidaceae                                               |
|  |                                                                 |
|  | \| \| Aspleniaceae \| \| \| \| \| \| Hemidictyaceae \| \| \| \| |
|  |                                                                 |
|  | Aspleniaceae                                                    |
|  |                                                                 |
|  | Hemidictyaceae                                                  |
|  |                                                                 |

|  | Aspleniaceae   |
|  |                |
|  | Hemidictyaceae |
|  |                |

|  | \| \| Onocleaceae \| \| \| \| \| \| Blechnaceae \| \| \| \| |
|  |                                                             |
|  | Athyriaceae                                                 |
|  |                                                             |
|  | Onocleaceae                                                 |
|  |                                                             |
|  | Blechnaceae                                                 |
|  |                                                             |

|  | Onocleaceae |
|  |             |
|  | Blechnaceae |
|  |             |

|  | \| \| Onocleaceae \| \| \| \| \| \| Blechnaceae \| \| \| \| |
|  |                                                             |
|  | Athyriaceae                                                 |
|  |                                                             |
|  | Onocleaceae                                                 |
|  |                                                             |
|  | Blechnaceae                                                 |
|  |                                                             |

|  | Onocleaceae |
|  |             |
|  | Blechnaceae |
|  |             |

|  | \| \| Onocleaceae \| \| \| \| \| \| Blechnaceae \| \| \| \| |
|  |                                                             |
|  | Athyriaceae                                                 |
|  |                                                             |
|  | Onocleaceae                                                 |
|  |                                                             |
|  | Blechnaceae                                                 |
|  |                                                             |

|  | Onocleaceae |
|  |             |
|  | Blechnaceae |
|  |             |

|  | \| \| Onocleaceae \| \| \| \| \| \| Blechnaceae \| \| \| \| |
|  |                                                             |
|  | Athyriaceae                                                 |
|  |                                                             |
|  | Onocleaceae                                                 |
|  |                                                             |
|  | Blechnaceae                                                 |
|  |                                                             |

|  | Onocleaceae |
|  |             |
|  | Blechnaceae |
|  |             |

|  | Diplaziopsidaceae                                               |
|  |                                                                 |
|  | \| \| Aspleniaceae \| \| \| \| \| \| Hemidictyaceae \| \| \| \| |
|  |                                                                 |
|  | Aspleniaceae                                                    |
|  |                                                                 |
|  | Hemidictyaceae                                                  |
|  |                                                                 |

|  | Aspleniaceae   |
|  |                |
|  | Hemidictyaceae |
|  |                |

|  | Diplaziopsidaceae                                               |
|  |                                                                 |
|  | \| \| Aspleniaceae \| \| \| \| \| \| Hemidictyaceae \| \| \| \| |
|  |                                                                 |
|  | Aspleniaceae                                                    |
|  |                                                                 |
|  | Hemidictyaceae                                                  |
|  |                                                                 |

|  | Aspleniaceae   |
|  |                |
|  | Hemidictyaceae |
|  |                |

|  | \| \| Onocleaceae \| \| \| \| \| \| Blechnaceae \| \| \| \| |
|  |                                                             |
|  | Athyriaceae                                                 |
|  |                                                             |
|  | Onocleaceae                                                 |
|  |                                                             |
|  | Blechnaceae                                                 |
|  |                                                             |

|  | Onocleaceae |
|  |             |
|  | Blechnaceae |
|  |             |

|  | \| \| Onocleaceae \| \| \| \| \| \| Blechnaceae \| \| \| \| |
|  |                                                             |
|  | Athyriaceae                                                 |
|  |                                                             |
|  | Onocleaceae                                                 |
|  |                                                             |
|  | Blechnaceae                                                 |
|  |                                                             |

|  | Onocleaceae |
|  |             |
|  | Blechnaceae |
|  |             |

|  | \| \| Onocleaceae \| \| \| \| \| \| Blechnaceae \| \| \| \| |
|  |                                                             |
|  | Athyriaceae                                                 |
|  |                                                             |
|  | Onocleaceae                                                 |
|  |                                                             |
|  | Blechnaceae                                                 |
|  |                                                             |

|  | Onocleaceae |
|  |             |
|  | Blechnaceae |
|  |             |

|  | \| \| Onocleaceae \| \| \| \| \| \| Blechnaceae \| \| \| \| |
|  |                                                             |
|  | Athyriaceae                                                 |
|  |                                                             |
|  | Onocleaceae                                                 |
|  |                                                             |
|  | Blechnaceae                                                 |
|  |                                                             |

|  | Onocleaceae |
|  |             |
|  | Blechnaceae |
|  |             |

Há uma grande divergência na classificação taxonômica dos gêneros de Woodsiaceae, devido à sua grande diversidade morfológica. Em 2003, Alexander Shmakov realizou uma revisão taxonômica onde definiu que a família Woodsiaceae era composta pelos gêneros Cheilanthopsis Hieron, Protowoodsia Ching, Woodsia R.Br. sensu stricto e Hymenocystis C.A.Mey. Em 2011, Christenhusz et al. instituiu os gêneros Cheilanthopsis, Hymenocystis e Woodsia como pertencentes à Woodsiaceae. Porém, em 2012, uma pesquisa filogenética molecular com marcadores plastidiais múltiplos, de Rothfels et al., reuniu os gêneros Cheilanthopsis, Hymenocystis, Physematium Kaulf, Protowoodsia em um único gênero denominado Woodsia, sendo corroborado por Shao et al. em 2015.
Em estudos mais recentes descritos no PPG I, além dos subgêneros Cheilanthopsis, Hymenocystis, Physematium e Protowoodsia, os autores incluíram mais dois subgêneros dentro de Woodsia: Eriosoriopsis (Kitag.) Ching & S.H.Wu, e Woodsiopsis Shmakov, totalizando 6 subgêneros com cerca de 40 espécies. Já no Plants of the World Online considera, em março de 2022, um total de 59 espécies, sendo elas:
Woodsia alpina (Bolton) Gray
Woodsia andersonii (Bedd.) Christ
Woodsia angolensis Schelpe
Woodsia appalachiana T.M.C.Taylor
Woodsia asiatica Kiselev & Shmakov
Woodsia burgessiana Gerrard ex Hook. & Baker
Woodsia calcarea (Fomin) Shmakov
Woodsia canescens (Kunze) Mett.
Woodsia caucasica (C.A.Mey.) J.Sm.
Woodsia cinnamomea Christ
Woodsia cochisensis Windham
Woodsia cycloloba Hand.-Mazz.
Woodsia cystopteroides Windham & Mickel
Woodsia elongata Hook.
Woodsia glabella R.Br.
Woodsia gorovoii Krestsch. & Shmakov
Woodsia guizhouensis P.S.Wang, Q.Luo & Li Bing Zhang
Woodsia hancockii Baker
Woodsia heterophylla (Turcz. ex Fomin) Shmakov
Woodsia ilvensis (L.) R.Br.
Woodsia indusiosa Christ
Woodsia kangdingensis H.S.Kung, Li Bing Zhang & X.S.Guo
Woodsia kungiana Li Bing Zhang, N.T.Lu & X.F.Gao
Woodsia lanosa Hook.
Woodsia macrochlaena Mett. ex Kuhn
Woodsia macrospora C.Chr. & Maxon
Woodsia manchuriensis Hook.
Woodsia mexicana Fée
Woodsia microsora Kodama
Woodsia mollis (Kaulf.) J.Sm.
Woodsia montevidensis (Spreng.) Hieron
Woodsia neomexicana Windham
Woodsia nikkoensis H.Ogura & Nakaike
Woodsia oblonga Ching & S.H.Wu
Woodsia obtusa (Spreng.) Torr.
Woodsia okamotoi Tagawa
Woodsia oregana D.C.Eaton
Woodsia phillipsii Windham
Woodsia pilosa Ching
Woodsia pinnatifida (Fomin) Shmakov
Woodsia plummerae Lemmon
Woodsia polystichoides D.C.Eaton
Woodsia pseudoilvensis Tagawa
Woodsia pseudopolystichoides (Fomin) Kiselev & Shmakov
Woodsia pubescens Spreng.
Woodsia pulchella Bertol.
Woodsia rosthorniana Diels
Woodsia saitoana Tagawa
Woodsia scopulina D.C.Eaton
Woodsia shensiensis Ching
Woodsia sinica Ching
Woodsia subcordata Turcz.
Woodsia taigischensis (Stepanov) Kuznetsov
Woodsia taishanensis F.Z.Li & C.K.Ni
Espécies híbridas:
Woodsia × abbeae Butters
Woodsia × gracilis (G.Lawson) Butters
Woodsia × kansana R.E.Brooks
Woodsia × maxonii R.M.Tryon
Woodsia × tryonis B.Boivin
Nota: Duas espécies sofreram modificações na base de dados desde 2019: Woodsia fragilis (Trevis.) T.Moore, que se tornou sinônimo de Woodsia caucasica; e Woodsia subintermedia Tzvelev, também se tornou sinônimo, porém, de Woodsia taishanensis.
No Brasil, a família Woodsiaceae é nativa da Mata Atlântica nas regiões sul e sudeste, com ocorrência apenas da espécie Woodsia montevidensis (Spreng.) Hieron nos estados de Rio de Janeiro, São Paulo, Paraná, Santa Catarina e Rio Grande do Sul.
1. 1 2 3 4  Hirai, Regina Yoshie; Prado, Jefferson (dezembro de 2012). «Criptógamos do Parque Estadual das Fontes do Ipiranga, São Paulo, SP, Brasil: Pteridophyta: 7. Dryopteridaceae e 11. Lomariopsidaceae». Hoehnea: 555–564. ISSN 0073-2877. doi:10.1590/S2236-89062012000400004. Consultado em 30 de março de 2022
2. 1 2 3 4 5  Mynssen, Claudine M. (2011). «Woodsiaceae (Hook.) Herter (Polypodiopsida) no estado do Rio Grande do Sul, Brasil» (PDF). Consultado em 30 de março de 2022
3. 1 2 3 4 5  Shao, Yizhen; Wei, Ran; Zhang, Xianchun; Xiang, Qiaoping (8 de set de 2015). «Molecular Phylogeny of the Cliff Ferns (Woodsiaceae: Polypodiales) with a Proposed Infrageneric Classification». PLOS ONE (em inglês) (9): e0136318. ISSN 1932-6203. PMC 4562699. PMID 26348852. doi:10.1371/journal.pone.0136318. Consultado em 4 de maio de 2022
4. ↑  Christenhusz, Maarten J. M.; Chase, Mark W. (1 de março de 2014). «Trends and concepts in fern classification». Annals of Botany (4): 571–594. ISSN 0305-7364. PMC 3936591. PMID 24532607. doi:10.1093/aob/mct299. Consultado em 4 de maio de 2022
5. 1 2 3  «Woodsia». Plants of the World Online. Consultado em 24 de março de 2022
6. 1 2  Christenhusz, M. J. M.; Zhang, X. C.; Schneider, H. (18 de fevereiro de 2011). «A linear sequence of extant families and genera of lycophytes and ferns». Phytotaxa (1). 7 páginas. ISSN 1179-3163. doi:10.11646/phytotaxa.19.1.2. Consultado em 4 de maio de 2022
7. ↑  Rothfels, Carl J.; Larsson, Anders; Kuo, Li-Yaung; Korall, Petra; Chiou, Wen-Liang; Pryer, Kathleen M. (1 de maio de 2012). «Overcoming Deep Roots, Fast Rates, and Short Internodes to Resolve the Ancient Rapid Radiation of Eupolypod II Ferns». Systematic Biology (em inglês) (3). 490 páginas. ISSN 1076-836X. doi:10.1093/sysbio/sys001. Consultado em 30 de março de 2022
8. 1 2  PPG I (novembro de 2016). «A community-derived classification for extant lycophytes and ferns: PPG I». Journal of Systematics and Evolution (em inglês) (6): 563–603. doi:10.1111/jse.12229. Consultado em 24 de março de 2022
9. ↑  «Woodsia». Wikipedia (em inglês). 18 de fevereiro de 2022. Consultado em 24 de março de 2022
10. ↑  Mynssen, C.M. «Woodsiaceae». Flora e Funga do Brasil. Consultado em 30 de março de 2022